# Bakzeil
Bakzeil is een nautische term en komt voor in de uitdrukking bakzeil halen.
Bakzeil halen is het tegen de wind in zetten van een zeil, zodanig, dat de wind van voren - dat wil zeggen min of meer tegengesteld aan de vaarrichting - inkomt. Hierdoor vermindert de snelheid van het zeilschip of deinst zelfs terug. Bij langsgetuigde schepen kan tijdens het overstag gaan de fok bak worden gehouden, om zo het door de wind draaien te vergemakkelijken. Ook tijdens het bijleggen kan de fok bak worden gezet.
Etymologisch komt het woord bak overeen met het Oudnoorse woord bak, dat rug of achterzijde betekent; het Engelse woord back betekent eveneens rug. De wind komt dus aan de achterkant, dan wel de verkeerde kant van het zeil in.
In figuurlijke zin betekent bakzeil halen: opgeven of terugkrabbelen.